# Николај Абрахам Абилдгор
Николај Абрахам Абилдгор (дан. Nikolai Abraham Abildgaard; Копенхаген, 11. септембар 1743 — Фредериксдал, 4. јун 1809) био је дански сликар и цртач. Учио је у Италији између 1722. и 1779. Стил му је био класичан и често је сликао херојске ликове.
Пошто су 1794. године изгореле његове четири алегоријске фреске у Краљевској палати у Копенхагену, које је сматрао својим најбољим делом, сликао је врло мало.
Скице многих његових дела, укључујући и скице четири алегоријске фреске које су изгореле у Краљевској палати, сачуване су у Краљевској галерији у Копенхагену.
Бертел Торвалдсен је био његов ученик.